# Otentikk Street Brothers
Die Otentikk Street Brothers sind eine Musikgruppe aus Mauritius.
Die Gruppe wird den Stilrichtungen Sega, Seggae, Reggae Kreol zugerechnet.

## Geschichte
1992 betraten die Brüder Bruno und Koeny Raya aus Plaisance, einem Vorort von Rose Hill, bei einer Veranstaltung für Jugendliche erstmals eine Bühne.
Die Auftritte waren zu diesem Zeitpunkt reine Soundsystem-Shows, und personell war Bruno Raya die einzige Konstante, nachdem sein Bruder Koeny sich von der Bühne in den Bereich Management und Organisation zurückgezogen hatte. Dies war notwendig geworden, denn zu dieser Zeit existierten auf Mauritius keinerlei Strukturen für CD-Veröffentlichungen oder Konzerte; diese waren von den Gruppen in Eigenregie zu organisieren. Den Anfang machten kleinere, selbst organisierte Konzerte, zu denen auch befreundete Musiker eingeladen wurden.
Heute ist Koeny Raya Chef der Veranstaltungsagentur Live n Direk Entertainment, die als erste Firma internationale Acts wie Alpha Blondy oder Steel Pulse nach Mauritius holt.
Die gesellschaftliche Situation sowie der Tod des Reggae-Musikers und Volkshelden Kaya, der unter ungeklärten Umständen im Polizeigewahrsam ums Leben kam, waren hauptverantwortlich für die Abkehr der Otentik Street Brothers vom Hip-Hop. Neben dem Spaß an der Musik und den Auftritten war für die Street Brothers von Anfang an die Möglichkeit wichtig, auf politische Missstände und soziale Probleme aufmerksam machen zu können und dabei ein großes Publikum zu erreichen.
Nach einigen personellen Umbesetzungen veröffentlichte die Gruppe im Jahre 1994 ihr erstes Album Ragga Kreol unter dem Namen Otentikk Street Brothers. Zwischen 1994 und 1998 kamen dann nach und nach die übrigen Mitglieder der heute existierenden Formation zusammen. Zunächst Blakkayo (Jean Clario Gateaux), mit dem 1997 das zweite Album Expressyon Libere aufgenommen wurde, dann Tikkenzo (Kensley Lafolle), der mit seinem am Rap orientierten Stil wieder einige Hip-Hop-Einflüsse zurückbrachte, und schließlich der Singjay Dagger Kkila (Pascal Ferdinand), der vor allem für die Hooklines verantwortlich zeichnet. In dieser Besetzung konnte sich die Gruppe in den Jahren nach 1998 endgültig auf Mauritius und später auch auf La Réunion und den Seychellen etablieren, sodass sie bald zu einem der gefragtesten Acts der gesamten Region Indischer Ozean wurde.
2001 wurde das dritte Album Noukkilla veröffentlicht. Dieses Album stellt in mehrerer Hinsicht einen Meilenstein in der Bandgeschichte dar: Zum einen waren zum ersten Mal die sich perfekt ergänzenden kompositorischen Talente der vier Street Brothers auf einem Tonträger zu hören. Zum zweiten taten sich die vier MCs für dieses Album mit der zu diesem Zeitpunkt schon voll etablierten Reggae-Gruppe Natir Chamarel zusammen, die bis heute sowohl live als auch im Studio ein zuverlässiges musikalisches Fundament liefert. Hinzu kamen außerdem die beiden Backing-Vocal-Sängerinnen Sista Marie und Sista Joelle.
Im Jahre 2004 wurde schließlich das vierte und bisher letzte Album Revey Twa aufgenommen, auf welchem die Band endgültig zu ihrem Stil gefunden hat. So sind alle Songs zwar klar dem Bereich Reggae bzw. Dancehall zuzuordnen, dennoch unterscheidet sich dieses Album nicht nur von der Sprache her von typischen jamaikanischen oder europäischen Produktionen. Hierfür ist nicht zuletzt der unaufdringlich eingearbeitete Einfluss traditioneller mauritischer Stile, wie der Sega, verantwortlich. Mit diesem Album gingen die Otentikk Street Brothers auf Tour, auch außerhalb des Indischen Ozeans. Die Band spielte unter anderem 2006 bei der Popkomm in Berlin und 2007 auf dem Africa Festival in Würzburg.

## Diskografie
- Ragga Kreol (1994; nur auf Mauritius erschienen)
- Expressyon Libere (1997; nur auf Mauritius erschienen)
- Noukkilla (2001; nur auf Mauritius erschienen)
- Revey Twa (2004; DHF-Records)